# Ali Badavi
Ali Badavi (Ahvaz, Irán; 20 de junio de 1982) es un exfutbolista de Irán que jugaba en la posición de defensa.

## Carrera

### Club
| Periodo   | Club            | Goles |
| --------- | --------------- | ----- |
| 2001–2006 | Foolad FC       | 6     |
| 2006–2007 | Esteghlal Ahvaz | 1     |
| 2007–2009 | Foolad FC       | 2     |
| 2009–2010 | Sanat Naft FC   | 1     |

### Selección nacional
Jugó para Irán en 26 ocasiones de 2002 a 2006, participó en la Copa Asiática 2004 y ganó la medalla de oro en los Juegos Asiáticos de 2002.

## Logros

### Club
- Iran Pro League (1): 2004-05
- Liga Azadegan (1): 2007-08

### Selección nacional
- Juegos Asiáticos (1): 2002